# Znojmói Ilona lengyel fejedelemné
Znojmói Ilona (más írásmód alapján Helena vagy Heléna, csehül: Helena Znojemská, lengyelül: Helena znojemska; 1141 körül – 1204 körül), a Přemysl-házból származó cseh hercegnő, II. Konrád znojmói herceg és Marija Vukanović egyetlen leány, aki II. Kázmér fejedelemmel kötött házassága révén lengyel fejedelemné 1177-től hitvese 1194-es haláláig. Gyermekei között két későbbi lengyel uralkodó, Fehér Leszek és Mazóviai Konrád fejedelmek is megtalálhatók.

## Származása
Ilona 1141 körül született a cseh Přemysl-ház tagjaként. Apja a znojmói herceg, II. Konrád, aki Lipót herceg és Babenbergi Ida osztrák őrgrófnő fia volt. Apai nagyapai dédszülei I. Konrád cseh fejedelem és Tenglingi Virpirka (VII. Sieghard tenglingi gróf leánya), míg apai nagyanyai dédszülei II. Lipót osztrák őrgróf és Chami Ida voltak.
Édesanyja a Vukanović-házból való Mária szerb hercegnő, I. Uroš szerb nagyzsupán és Anna Diogenész leánya volt, Ilona magyar királyné testvére. Anyai nagyapai dédapja Marko Vojislavljević (Mihailo Vojislavljević dukljai király unokája), míg anyai nagyanyai dédszülei Kónsztantinosz Diogenész és Teodóra Komnénosz (Ióannész Komnénosz leánya) voltak. Ilona herceg volt szülei legkisebb gyermeke, testvérei között ott van a későbbi II. Konrád cseh fejedelem is.

## Házassága és gyermekei
Ilona hercegnő férje a Piast-ház kis-lengyel ágából származó lengyel fejedelem, II. Kázmér lett. Kázmér volt III. Boleszláv lengyel fejedelem és Bergi Salome (Henrik bergi gróf leányának) fia. Házasságukból összesen hét gyermek született, melyek közül négyen érték meg a felnőttkort. Gyermekeik:
- N. hercegnő (1167 előtt –), Vszevolod Szvjatoszlavics kijevi nagyfejedelem hitvese
- Kázmér herceg (1162 körül – 1168. február 2/március 1.), fiatalon elhunyt
- Boleszláv herceg (1169 körül – 1182/83. április 16.), egy kidőlő fa okozta ifjúkori halálát
- Odon herceg (1170 körül), csecsemőkorában meghalt
- Adelaide hercegnő (1180 körül – 1211. december 8.), a Szent Jakab kolostor alapítója Sandomierzben
- Leszek herceg (1184 körül – 1227. november 24.), Sandomierz hercege, majd apját követvén lengyel fejedelem
- Konrád herceg (1187 körül – 1247. augusztus 31.), Mazóvia és Kujávia hercege, később kétszer is lengyel fejedelem